# شامباو
شامباو (به ایتالیایی: Chambave) یک کومونه در ایتالیا است که در واله دائوستا واقع شده‌است.

## خصوصیات
شامباو ۲۱ کیلومترمربع مساحت و ۹۶۸ نفر جمعیت دارد و ۴۸۰ متر بالاتر از سطح دریا واقع شده‌است.

## خواهرخوانده
شهر Saint-Laurent-de-Mure خواهرخواندهٔ شامباو هست.